# Bulgária az 1956. évi nyári olimpiai játékokon
Bulgária az ausztráliai Melbourne-ben és a svédországi Stockholmban megrendezett 1956. évi nyári olimpiai játékok egyik részt vevő nemzete volt. Az országot az olimpián 7 sportágban 47 sportoló képviselte, akik összesen 5 érmet szereztek.

## Érmesek
| Érem  | Versenyző | Sportág    | Versenyszám         |
| ----- | --- | ---------- | ------------------- |
| Arany | Nikola Sztancsev | Birkózás   | Szabadfogás, 79 kg  |
| Ezüst | Dimitar Dobrev | Birkózás   | Kötöttfogás, 79 kg  |
| Ezüst | Petko Szirakov | Birkózás   | Kötöttfogás, 87 kg  |
| Ezüst | Huszein Mehmedov | Birkózás   | Szabadfogás, +87 kg |
| Bronz | Nemzeti válogatott Sztefan Bozskov Todor Diev Georgi Dimitrov Milcso Goranov Krum Janev Jordan Joszifov Ivan Kolev Nikola Kovacsev Manol Manolov Dimitar Milanov Georgi Najdenov Panajot Panajotov Kiril Rakarov Gavril Sztojanov | Labdarúgás | Férfi               |

## Birkózás
Kötöttfogású
| Versenyző        | Versenyszám | 1. forduló                        | 1. forduló | 1. forduló | 2. forduló                          | 2. forduló | 2. forduló | 3. forduló                               | 3. forduló | 3. forduló | 4. forduló                       | 4. forduló | 4. forduló | 5. forduló             | 5. forduló | 5. forduló | 6. forduló        | 6. forduló | 6. forduló | 7. forduló        | 7. forduló | 7. forduló | Döntő                         | Döntő   | Döntő   | Helyezés    |
| Versenyző        | Versenyszám | Ellenfél Eredmény                 | Pont       | Hely.      | Ellenfél Eredmény                   | Pont       | Hely.      | Ellenfél Eredmény                        | Pont       | Hely.      | Ellenfél Eredmény                | Pont       | Hely.      | Ellenfél Eredmény      | Pont       | Hely.      | Ellenfél Eredmény | Pont       | Hely.      | Ellenfél Eredmény | Pont       | Hely.      | Ellenfél Eredmény             | Pont    | Hely.   | Helyezés    |
| ---------------- | ----------- | --------------------------------- | ---------- | ---------- | ----------------------------------- | ---------- | ---------- | ---------------------------------------- | ---------- | ---------- | -------------------------------- | ---------- | ---------- | ---------------------- | ---------- | ---------- | ----------------- | ---------- | ---------- | ----------------- | ---------- | ---------- | ----------------------------- | ------- | ------- | ----------- |
| Dinko Petrov     | 57 kg       | Edvin Vesterby (SWE) · 2-1        | 1          | =3.        | Omer Vercouteren (BEL) · 3-0        | 2          | =2.        | Konsztantyin Virupajev (URS) · kétvállas | 5          | =6.        | kiesett                          | kiesett    | kiesett    | kiesett                | kiesett    | kiesett    |                   |            |            |                   |            |            | kiesett                       | kiesett | kiesett | 6.          |
| Dimitar Stoyanov | 67 kg       | Olle Anderberg (SWE) · 3-0        | 1          | =3.        | Jay Thomas Evans (USA) · 3-0        | 2          | =3.        | Kyösti Lehtonen (FIN) · 0-3              | 5          | =4.        | Bartl Brötzner (AUT) · 3-0       | 6          | 4.         | Rıza Doğan (TUR) · 1-2 | 8          | 4.         | kiesett           | kiesett    | kiesett    | kiesett           | kiesett    | kiesett    | kiesett                       | kiesett | kiesett | 5.          |
| Mitko Petkov     | 73 kg       | Oddvar Vargset (NOR) · 3-0        | 1          | =4.        | Mithat Bayrak (TUR) · kétvállas     | 4          | =7.        | visszalépett                             | 4          | 8.         | kiesett                          | kiesett    | kiesett    | kiesett                | kiesett    | kiesett    |                   |            |            |                   |            |            | kiesett                       | kiesett | kiesett | helyezetlen |
| Dimitar Dobrev   | 79 kg       | Branislav Simić (YUG) · kétvállas | 0          | =1.        | erőnyerő                            | 0          | 1.         | Viljo Punkari (FIN) · 2-1                | 1          | 1.         | Givi Kartozija (URS) · 1-2       | 3          | =1.        |                        |            |            |                   |            |            |                   |            |            | Rune Jansson (SWE) · 3-0      | 4       | 2.      |             |
| Petko Szirakov   | 87 kg       | Valentyin Nyikolajev (URS) · 0-3  | 3          | =8.        | Adil Atan (TUR) · 2-1               | 4          | =7.        | Dale O. Thomas (USA) · kétvállas         | 4          | =3.        | Robert Steckle (CAN) · kétvállas | 4          | =1.        |                        |            |            |                   |            |            |                   |            |            | Karl-Erik Nilsson (SWE) · 3-0 | 5       | 2.      |             |
| Huszein Mehmedov | +87 kg      | Taisto Kangasniemi (FIN) · 3-0    | 1          | =2.        | Wilfried Dietrich (EUA) · kétvállas | 4          | =6.        | Anatolij Parfjonov (URS) · feladta       | 7          | =7.        | kiesett                          | kiesett    | kiesett    | kiesett                | kiesett    | kiesett    |                   |            |            |                   |            |            | kiesett                       | kiesett | kiesett | helyezetlen |

Szabadfogású
| Versenyző        | Versenyszám | 1. forduló                      | 1. forduló | 1. forduló | 2. forduló                           | 2. forduló | 2. forduló | 3. forduló                          | 3. forduló | 3. forduló | 4. forduló                       | 4. forduló | 4. forduló | 5. forduló                    | 5. forduló | 5. forduló | Döntő                    | Döntő   | Döntő   | Helyezés    |
| Versenyző        | Versenyszám | Ellenfél Eredmény               | Pont       | Hely.      | Ellenfél Eredmény                    | Pont       | Hely.      | Ellenfél Eredmény                   | Pont       | Hely.      | Ellenfél Eredmény                | Pont       | Hely.      | Ellenfél Eredmény             | Pont       | Hely.      | Ellenfél Eredmény        | Pont    | Hely.   | Helyezés    |
| ---------------- | ----------- | ------------------------------- | ---------- | ---------- | ------------------------------------ | ---------- | ---------- | ----------------------------------- | ---------- | ---------- | -------------------------------- | ---------- | ---------- | ----------------------------- | ---------- | ---------- | ------------------------ | ------- | ------- | ----------- |
| Georgi Zaychev   | 67 kg       | Adil Güngör (TUR) · 0-3         | 3          | =12.       | erőnyerő                             | 3          | =8.        | Alimbeg Besztajev (URS) · kétvállas | 6          | =10.       | kiesett                          | kiesett    | kiesett    | kiesett                       | kiesett    | kiesett    | kiesett                  | kiesett | kiesett | helyezetlen |
| Mitko Petkov     | 73 kg       | Bruno Ochman (CAN) · kétvállas  | 0          | =1.        | Coenraad de Villiers (RSA) · 0-3     | 3          | =6.        | Nabi Sorouri (IRI) · 0-3            | 6          | =7.        | kiesett                          | kiesett    | kiesett    |                               |            |            | kiesett                  | kiesett | kiesett | helyezetlen |
| Nikola Sztancsev | 79 kg       | Georgij Szhirtladze (URS) · 3-0 | 1          | =5.        | Kazuo Katsuramoto (JPN) · kétvállas  | 4          | =8.        | Hans Sterr (EUA) · kétvállas        | 4          | =6.        | Bengt Lindblad (SWE) · kétvállas | 4          | =3.        | Danny Hodge (USA) · kétvállas | 4          | =1.        | erőnyerő                 | 4       | 1.      |             |
| Huszein Mehmedov | +87 kg      | Hossein Nouri (IRI) · 3-0       | 1          | =2.        | Taisto Kangasniemi (FIN) · kétvállas | 1          | =1.        | Ivan Vykhristyuk (URS) · 3-0        | 2          | 2.         | Kenneth Richmond (GBR) · 3-0     | 3          | =2.        | erőnyerő                      | 3          | 2.         | Hamit Kaplan (TUR) · 0-3 | 6       | 2.      |             |

## Kosárlabda
| Bolgár férfi kosárlabdacsapat-játékoskeret                                                         | Bolgár férfi kosárlabdacsapat-játékoskeret                                           |
| -------------------------------------------------------------------------------------------------- | ------------------------------------------------------------------------------------ |
| - Atanasz Atanaszov - Nikolay Ilov - Georgi Kanev - Vasil Manchenko - Iliya Mirchev - Georgi Panov | - Lyubomir Panov - Viktor Radev - Vladimir Savov - Tsvetko Slavov - Konstantin Totev |

### Eredmények
Csoportkör
C csoport
| Csapat                  | M | Gy | V | P+  | P–  | Pk  |
| ----------------------- | - | -- | - | --- | --- | --- |
| Uruguay (URU)           | 3 | 3  | 0 | 238 | 187 | +51 |
| Bulgária (BUL)          | 3 | 2  | 1 | 242 | 199 | +43 |
| Kínai Köztársaság (ROC) | 3 | 1  | 2 | 216 | 249 | –33 |
| Dél-Korea (KOR)         | 3 | 0  | 3 | 194 | 255 | –61 |

| 1956. november 23. | Uruguay (URU) | 70 – 65 | Bulgária (BUL) |  |
| 1956. november 23. | (38–35)       |         |                |  |

| 1956. november 24. | Bulgária (BUL) | 89 – 58 | Dél-Korea (KOR) |  |
| 1956. november 24. | (47–33)        |         |                 |  |

| 1956. november 26. | Bulgária (BUL) | 88 – 71 | Kínai Köztársaság (ROC) |  |
| 1956. november 26. | (47–35)        |         |                         |  |

Középdöntő
F csoport
| Csapat                 | M | Gy | V | P+  | P–  | Pk   |
| ---------------------- | - | -- | - | --- | --- | ---- |
| Egyesült Államok (USA) | 3 | 3  | 0 | 283 | 150 | +133 |
| Szovjetunió (URS)      | 3 | 2  | 1 | 208 | 209 | –1   |
| Bulgária (BUL)         | 3 | 1  | 2 | 182 | 224 | –42  |
| Brazília (BRA)         | 3 | 0  | 3 | 192 | 282 | –90  |

| 1956. november 27. | Egyesült Államok (USA) | 85 – 44 | Bulgária (BUL) |  |
| 1956. november 27. | (48–19)                |         |                |  |

| 1956. november 28. | Szovjetunió (URS) | 66 – 56 | Bulgária (BUL) |  |
| 1956. november 28. | (37–32)           |         |                |  |

| 1956. november 29. | Bulgária (BUL) | 82 – 73 | Brazília (BRA) |  |
| 1956. november 29. | (38–36)        |         |                |  |

Az 5–8. helyért
| 1956. november 30. | Bulgária (BUL) | 80 – 70 | Fülöp-szigetek (PHI) |  |
| 1956. november 30. | (50–43)        |         |                      |  |

Az 5. helyért
| 1956. december 1. | Bulgária (BUL) | 64 – 52 | Brazília (BRA) |  |
| 1956. december 1. | (27–26)        |         |                |  |

| Csapat         | Helyezés |
| -------------- | -------- |
| Bulgária (BUL) | 5.       |

## Labdarúgás
| Bolgár labdarúgócsapat-játékoskeret                                                                           | Bolgár labdarúgócsapat-játékoskeret                                                                                          |
| --- | --- |
| - Sztefan Bozskov - Todor Diev - Georgi Dimitrov - Milcso Goranov - Krum Janev - Jordan Joszifov - Ivan Kolev | - Nikola Kovacsev - Manol Manolov - Dimitar Milanov - Georgi Najdenov - Panajot Panajotov - Kiril Rakarov - Gavril Sztojanov |

### Eredmények
Negyeddöntő
| 1956. november 30. 16:30 |

| Bulgária                                      | 6–1               | Nagy-Britannia |
| --------------------------------------------- | ----------------- | -------------- |
| Dimitrov 6' Kolev 40' 85' Milanov 45' 75' 80' | (3–1) Jegyzőkönyv | Lewis 30'      |

| Melbourne Játékvezető: Ron Wright (ausztrál) |

Elődöntő
| 1956. december 5. 16:30 |

| Szovjetunió                 | 2–1 (h. u.)                 | Bulgária  |
| --------------------------- | --------------------------- | --------- |
| Sztrelcov 112' Tatusin 116' | (0–0, 0–0, 0–1) Jegyzőkönyv | Kolev 95' |

| Melbourne Nézőszám: 21 079 Játékvezető: Robert Mann (brit) |

Bronzmérkőzés
| 1956. december 7. 14:15 |

| Bulgária                 | 3–0               | India |
| ------------------------ | ----------------- | ----- |
| Diev 37' 60' Milanov 42' | (2–0) Jegyzőkönyv |       |

| Melbourne Nézőszám: 21 236 Játékvezető: Nyikolaj Latisev (orosz) |

| Csapat         | Helyezés |
| -------------- | -------- |
| Bulgária (BUL) |          |

## Lovaglás
megjegyzés: A lovas versenyszámokat a svédországi Stockholmban rendezték meg a szigorú ausztrál állat-egészségügyi szabályok miatt.
Díjlovaglás
| Versenyző     | Ló     | Versenyszám | Döntő | Döntő    |
| Versenyző     | Ló     | Versenyszám | Pont  | Helyezés |
| ------------- | ------ | ----------- | ----- | -------- |
| Krum Lekarski | Edgard | Egyéni      | 396,5 | 36.      |

Lovastusa
| Versenyző                                     | Ló                          | Versenyszám | Díjlovaglás | Díjlovaglás | Tereplovaglás | Tereplovaglás | Díjugratás    | Díjugratás    | Végeredmény | Végeredmény |
| Versenyző                                     | Ló                          | Versenyszám | Bünt.       | Hely.       | Bünt.         | Hely.         | Bünt.         | Hely.         | Bünt.       | Helyezés    |
| --------------------------------------------- | --------------------------- | ----------- | ----------- | ----------- | ------------- | ------------- | ------------- | ------------- | ----------- | ----------- |
| Rashko Fratev                                 | Naphtaline                  | Egyéni      | -126,80     | 20.         | nem ért célba | nem ért célba | kiesett       | kiesett       | kiesett     | kiesett     |
| Genko Rashkov                                 | Euphoria                    | Egyéni      | -146,00     | =37.        | 44,77         | 4.            | -10,00        | =2.           | -111,23     | 5.          |
| Konstantin Venkov                             | Greibel                     | Egyéni      | -129,60     | =23.        | -400,98       | 38.           | nem ért célba | nem ért célba | kiesett     | kiesett     |
| Rashko Fratev Genko Rashkov Konstantin Venkov | Naphtaline Euphoria Greibel | Csapat      | -402,40     | 8.          | nem ért célba | nem ért célba | kiesett       | kiesett       | kiesett     | kiesett     |

## Ökölvívás
| Versenyző      | Versenyszám   | Nyolcaddöntő               | Negyeddöntő                      | Elődöntő          | Döntő             | Helyezés |
| Versenyző      | Versenyszám   | Ellenfél Eredmény          | Ellenfél Eredmény                | Ellenfél Eredmény | Ellenfél Eredmény | Helyezés |
| -------------- | ------------- | -------------------------- | -------------------------------- | ----------------- | ----------------- | -------- |
| Borisz Nikolov | Nagyváltósúly | Muhammad Safdar (PAK) · GY | Zbigniew Pietrzykowski (POL) · V | kiesett           | kiesett           | 5.       |
| Bozhil Lozanov | Nehézsúly     | Lev Muhin (URS) · RTD      | kiesett                          | kiesett           | kiesett           | 9.       |

## Súlyemelés
| Versenyző       | Versenyszám | Nyomás   | Nyomás   | Szakítás | Szakítás | Lökés    | Lökés    | Összesen | Helyezés |
| Versenyző       | Versenyszám | Eredmény | Helyezés | Eredmény | Helyezés | Eredmény | Helyezés | Összesen | Helyezés |
| --------------- | ----------- | -------- | -------- | -------- | -------- | -------- | -------- | -------- | -------- |
| Ivan Abadzsijev | 67,5 kg     | 102,5    | =15.     | 117,5    | 2.       | 137,5    | =6.      | 357,5    | 7.       |
| Ivan Veszelinov | 90 kg       | 132,5    | 4.       | 120,0    | 6.       | 155,0    | =5.      | 407,5    | 5.       |

## Torna
Férfi
| Versenyző         | Versenyszám      | Döntő    | Döntő    |
| Versenyző         | Versenyszám      | Pontszám | Helyezés |
| ----------------- | ---------------- | -------- | -------- |
| Velik Kapszazov   | Talaj            | 18,15    | =33.     |
| Velik Kapszazov   | Ugrás            | 18,25    | =36.     |
| Velik Kapszazov   | Korlát           | 18,50    | =24.     |
| Velik Kapszazov   | Nyújtó           | 18,75    | =13.     |
| Velik Kapszazov   | Gyűrű            | 18,45    | =20.     |
| Velik Kapszazov   | Lólengés         | 18,65    | =16.     |
| Velik Kapszazov   | Egyéni összetett | 110,75   | 19.      |
| Sztojan Sztojanov | Talaj            | 17,90    | =41.     |
| Sztojan Sztojanov | Ugrás            | 18,35    | =28.     |
| Sztojan Sztojanov | Korlát           | 18,50    | =24.     |
| Sztojan Sztojanov | Nyújtó           | 18,80    | =10.     |
| Sztojan Sztojanov | Gyűrű            | 15,65    | 54.      |
| Sztojan Sztojanov | Lólengés         | 17,85    | =38.     |
| Sztojan Sztojanov | Egyéni összetett | 107,05   | 45.      |
| Mincho Todorov    | Talaj            | 18,80    | =6.      |
| Mincho Todorov    | Ugrás            | 18,35    | =28.     |
| Mincho Todorov    | Korlát           | 18,00    | 40.      |
| Mincho Todorov    | Nyújtó           | 18,10    | 39.      |
| Mincho Todorov    | Gyűrű            | 15,55    | 55.      |
| Mincho Todorov    | Lólengés         | 17,40    | 49.      |
| Mincho Todorov    | Egyéni összetett | 106,20   | 47.      |

Női
| Versenyző                | Versenyszám      | Döntő    | Döntő    |
| Versenyző                | Versenyszám      | Pontszám | Helyezés |
| ------------------------ | ---------------- | -------- | -------- |
| Ivanka Dolzheva          | Talaj            | 17,800   | =44.     |
| Ivanka Dolzheva          | Ugrás            | 18,100   | =27.     |
| Ivanka Dolzheva          | Felemás korlát   | 18,366   | =14.     |
| Ivanka Dolzheva          | Gerenda          | 17,866   | =26.     |
| Ivanka Dolzheva          | Egyéni összetett | 72,133   | 19.      |
| Saltirka Spasova-Tarpova | Talaj            | 18,100   | =30.     |
| Saltirka Spasova-Tarpova | Ugrás            | 18,000   | =35.     |
| Saltirka Spasova-Tarpova | Felemás korlát   | 18,033   | 27.      |
| Saltirka Spasova-Tarpova | Gerenda          | 16,833   | 54.      |
| Saltirka Spasova-Tarpova | Egyéni összetett | 70,966   | 36.      |
| Tsvetanka Stancheva      | Talaj            | 18,133   | =25.     |
| Tsvetanka Stancheva      | Ugrás            | 17,800   | =46.     |
| Tsvetanka Stancheva      | Felemás korlát   | 17,766   | =35.     |
| Tsvetanka Stancheva      | Gerenda          | 17,566   | =33.     |
| Tsvetanka Stancheva      | Egyéni összetett | 71,266   | 33.      |